# فيلهلم دوق النمسا
```

```

فيلهلم دوق النمسا (حوالي.1370 - 15 يوليو 1406)؛ والمعروف بـ فيلهلم المجامل، هو عضو في أسرة هابسبورغ العريقة بحيث كان دوق النمسا وأيضا كرئيس فرع الليوبولديني وزعيمها وأيضا كان دوق كارينثيا وستيريا وكارنيولا.، وكذلك دوق النمسا الخارجية وكونت تيرول منذ 1386 حتى وفاته.

## السيرة الذاتية
ولد فيلهلم في فيينا، بحيث يعتبر أكبر أبناء ليوبولد العادل دوق النمسا وفيريدس ابنة الثانية لـ بيرنابو فيسكونتي لورد ميلانو، كان والده فيما سبق يدير الأراضي الهابسبورغية في شوابيا وكونتية تيرول، ولكن مع 1379 بعد تقسيم الأملاك تلقى أيضا النمسا الداخلية.
مع بلوغه سن الرابعة عشر عاماً أصبح مخطوباً من جادويغا الابنة لايوش الأول ملك المجر وبولندا الصغرى، كانت تعتبر هذه المحاولة واحدة من أُولى محاولات هابسبورغ في توسيع هيمنتهم من خلال زواج من الوريثات، عزم الملك لايوش في تزويج ابنته الكبرى ماريا من زيغموند من لوكسمبورغ وأن يصبحا ملك وملكة بولندا، بينما أراد تعيين جادويغا كوريثة المجر، ومع ذلك بعد وفاته في 1382، خلفته ماريا كملكة المجر، بعد رفض النبلاء البولنديين إياها، وبدلاً من ذلك اختاروا جادويغا كملكة عليهم إلا أنهم رفضوا فيلهلم كزوجاً لها، مما أدى إلى كسر الخطبة.
في 1386 قُتل والده في المعركة أمام السويسريون، وبذلك أصبح فيلهلم بجوار شقيقه الثاني ليوبولد الحكام وبذلك بالمناصفة مع عمهم ألبرخت ذو الضفيرة الذي كان يحكم النمسا السفلى بما في ذلك فيينا، بعد وفاته في 1395 نشأ صراع حول الميراث، ومع تم التوصل إلى حل مستندين على تقسيم 1379، ومع ذلك أصبح فيلهلم الوصي على القاصر ألبرخت خليفة عمه حتى وفاته، مما أدى إلى اعتباره الحاكم على جميع ممتلكات الأسرة، أقام فيلهلم في غراتس.
في 1401 تزوج فيلهلم من جوفانا من دوراتسو التي كانت وريثة المفترضة للمملكة نابولي، تعتبر جوفانا في الأصل قريبة جادويغا بحيث تعتبر كلتهما من أفراد أسرة أنجو، ومع ذلك لم يؤد هذا الزواج إلى إنجاب الأبناء، ولم يعش فيلهلم كثيراً حتى يرى زوجته تصبح ملكة نابولي الحاكمة بعد وفاة شقيقها لادسلاو في 1414.
توفي فيلهلم في 1406 في فيينا، ودفن في سرداب الدوقي بكاتدرائية القديس إسطفان، بعد وفاته تولى شقيقه ليوبولد الوصاية على جميع ممتلكات، وأيضا تم تقسيم الممتلكات مرة أُخرى بين أشقائه الصغار بحيث تلقى إرنست النمسا الداخلية في حين فريدرخ النمسا الخارجية وتيرول.